# 8408 Strom
8408 Strom este un asteroid din centura principală de asteroizi.

## Descriere
8408 Strom este un asteroid din centura principală de asteroizi. A fost descoperit pe 18 septembrie 1995 la Kitt Peak National Observatory în cadrul proiectului Spacewatch. Asteroidul prezintă o orbită caracterizată de o semiaxă mare de 3,05 ua, o excentricitate de 0,09 și o înclinație de 0,3° în raport cu ecliptica.